# Jabłoń-Samsony
Jabłoń-Samsony – wieś w Polsce położona w województwie podlaskim, w powiecie wysokomazowieckim, w gminie Szepietowo.
W latach 1975–1998 miejscowość administracyjnie należała do województwa łomżyńskiego.
Wierni kościoła rzymskokatolickiego należą do parafii św. Apostołów Piotra i Pawła w Jabłoni Kościelnej.

## Historia wsi
Wieś drobnoszlachecka założona w XV lub XVI w., należąca do okolicy szlacheckiej Jabłoń, wzmiankowanej w XV w.. Wsie rozróżnione drugim członem nazwy.
W I Rzeczypospolitej miejscowość należała do ziemi bielskiej.
W roku 1827 wieś liczyła 15 domów i 79 mieszkańców. Pod koniec XIX w. należała do powiatu mazowieckiego, parafia Jabłoń.
W 1921 r. naliczono tu 12 budynków z przeznaczeniem mieszkalnym i 2 inne zamieszkałe oraz 91 mieszkańców (45 mężczyzn i 46 kobiet). Wszyscy podali narodowość polską.
Urodził się tu Michał Jabłoński (ur. 29 września 1897, zm. 8 lutego 1961 w Białymstoku) – chorąży kawalerii Wojska Polskiego, kawaler Orderu Virtuti Militari.

## Obiektyzabytkowe
- spichlerz drewniany z 1. połowy XX w.
- dom drewniany z początku XX w.
- krzyż przydrożny, metalowy z cokołem kamiennym z 1. połowy XX w.[10]